# ژیوشا
ژیوشا (به صربی: Željuša) یک منطقهٔ مسکونی در صربستان است که در دیمیتروگراد واقع شده‌است. ژیوشا ۱٬۳۹۴ نفر جمعیت دارد.